# Challenger de Busan 2014
El Busan Open Challenger Tennis 2014 fue un torneo de tenis profesional jugado en canchas de pista dura. Se disputó la 13.ª edición del torneo que formó parte del circuito ATP Challenger Tour 2014. Se llevó a cabo en Busan, Corea del Sur entre el 12 y el 18 de mayo de 2014.

## Jugadores participantes del cuadro de individuales
| Favorito | País                      | Jugador       | Rank1 | Posición en el torneo |
| -------- | ------------------------- | ------------- | ----- | --------------------- |
| 1        | Bandera de Eslovaquia     | Lukáš Lacko   | 93    | Primera ronda, retiro |
| 2        | Bandera de Japón          | Go Soeda      | 123   | CAMPEÓN               |
| 3        | Bandera de Luxemburgo     | Gilles Müller | 134   | Baja                  |
| 4        | Bandera de Estados Unidos | Rajeev Ram    | 87    | Primera ronda         |
| 5        | Bandera de Australia      | Samuel Groth  | 141   | Primera ronda, retiro |
| 6        | Bandera de Japón          | Tatsuma Ito   | 143   | Primera ronda, retiro |
| 7        | Bandera de Japón          | Yūichi Sugita | 153   | Baja                  |
| 8        | Bandera de China Taipéi   | Jimmy Wang    | 154   | FINAL                 |

| Posición en el torneo   |
| ----------------------- |
| Primera y segunda ronda |
| Cuartos de final        |
| Semifinales             |
| FINAL                   |
| CAMPEÓN                 |

- 1 Se ha tomado en cuenta el ranking del 5 de mayo de 2014.

### Otros participantes
Los siguientes jugadores recibieron una invitación (wild card), por lo tanto ingresan directamente al cuadro principal (WC):
- Hyeon Chung
- Cheong-Eui Kim
- Duckhee Lee
- Ji-sung Nam

Los siguientes jugadores ingresan al cuadro principal con ranking protegido (PR):
- John Millman

Los siguientes jugadores ingresan al cuadro principal tras disputar el cuadro clasificatorio (Q):
- Jason Jung
- Fritz Wolmarans
- Danai Udomchoke
- Rik de Voest

## Jugadores participantes en el cuadro de dobles

### Cabezas de serie
| Favorito | País                    | Jugador            | País                 | Jugador             | Rank1 | Posición en el torneo |
| -------- | ----------------------- | ------------------ | -------------------- | ------------------- | ----- | --------------------- |
| 1        | Bandera de Tailandia    | Sanchai Ratiwatana | Bandera de Tailandia | Sonchat Ratiwatana  | 190   | CAMPEONES             |
| 2        | Bandera de Australia    | Alex Bolt          | Bandera de Australia | Andrew Whittington  | 191   | Cuartos de final      |
| 3        | Bandera del Reino Unido | Jamie Delgado      | Bandera de Australia | John-Patrick Smith  | 199   | FINAL                 |
| 4        | Bandera de Rusia        | Victor Baluda      | Bandera de Rusia     | Konstantin Kravchuk | 240   | Cuartos de final      |

- 1 Se ha tomado en cuenta el ranking del 5 de mayo de 2014.

## Campeones

### Individual Masculino
- Go Soeda derrotó en la final a  Jimmy Wang, 6–3, 7–65

### Dobles Masculino
- Sanchai Ratiwatana /  Sonchat Ratiwatana derrotaron en la final a  Jamie Delgado /  John-Patrick Smith, 6–4, 6–4